# Édouard Montaubry
Jean-Baptiste-Édouard Montaubry (Niort, França, 27 de març de 1824 - Milà, Itàlia, 12 de febrer de 1883) fou un director d'orquestra i compositor francès. Era fill del també músic Achille-Félix.
Estudià en el Conservatori de París, fou director d'orquestra del Vaudeville, i va compondre les operetes Le nid des amours, Le rat de ville et le rat des champs, Les nereides et les cyclopes, L'agueau de Chloé, Freluchette (1856), La perruque de Cassandre, Vendredi, etc.